# Liaze
Liaze (* 2003; bürgerlich Elias Aaron Samuel Reiswich) ist ein deutscher Rapper aus Bad Münstereifel. Er wurde vor allem über die Videoplattform TikTok populär.

## Leben
Liaze, bürgerlich Elias Reiswich, wurde 2003 geboren. Mit sieben Jahren fing Liaze an, Klavier zu spielen. Sein Debütsong Viel zu viel zusammen mit Dane erschien 2019 über Spotify. Inspiriert wurde er anfangs von Nimo. Es folgten eine Reihe von Singles, bis er ab 2020 mehrere Alben veröffentlichte, die zum Teil aber wieder offline genommen wurden. Der Durchbruch kam mit dem am 20. Mai 2022 veröffentlichten Song Paradise (mit dir), der auf einem Sample von Coldplays Paradise beruht. Das Lied, das zeitgleich zu seinem Album Mixed Feelings als Singleauskopplung daraus erschien, verbreitete sich über die Videoplattform TikTok und erreichte Rang zwei der deutschen und österreichischen Singlecharts. In der Schweizer Hitparade platzierte sich der Song auf Position zehn. Coldplay spielte Liazes Version auch auf ihrer Tour Music of the Spheres.
Liaze vermarktet seine Musik über sein eigenes Label Still Alive Music.

## Diskografie
Alben
- 2020: Dopamin
- 2020: Vom Hobby zum Beruf
- 2021: Dopamin 2
- 2022: Mixed Feelings
- 2024: Achterbahn

Singles
- 2019: Viel zu viel (mit Dane)
- 2019: Nikotin
- 2019: Ready
- 2019: Alone
- 2020: Zieh
- 2020: Adrenalin
- 2020: Besser so (mit Yungmoon)
- 2020: Rendezvous
- 2020: Rubin
- 2020: Weiße Nikes (mit Mikassa)
- 2020: Ultra Violett
- 2020: Nicht erreichbar (mit Rafa Da Silva)
- 2021: Yura
- 2021: Dream
- 2021: Unterwegs (mit Nkt)
- 2021: Highlights (mit MindTheater)
- 2021: Fantasie
- 2021: Vanille
- 2021: Amnesie
- 2021: Nicht wir (mit MindTheater)
- 2022: Paar Züge
- 2022: Für Die E’s (mit Ary)
- 2022: Dass du weißt
- 2022: Sativa
- 2022: Spaced Out (mit NKT & Ypoldy)
- 2022: Lüge
- 2022: Paradise (mit dir)
- 2022: Ticket nach Ketama (mit Ary)
- 2022: Warum du schreibst (mit The Cratez)
- 2022: Forever (Weck mich nicht auf) (mit The Cratez)
- 2023: Ein Licht
- 2023: Herzschlag
- 2023: So wie du (mit Equal)
- 2023: Bitte hör nicht auf
- 2023: 2003 (mit Equal)
- 2023: Fake Dopamin
- 2023: Weit weg (mit Rua)
- 2024: Gegend ohne Farbe (mit Immi)
- 2024: Wenn ich ehrlich bin (mit Bozza)
- 2024: Asche aus Staub
- 2024: Harascho (mit Olexesh)
- 2024: Rooftop

## Auszeichnungen für Musikverkäufe
Anmerkung: Auszeichnungen in Ländern aus den Charttabellen bzw. Chartboxen sind in ebendiesen zu finden.
| Land/RegionAuszeichnungen für Musikverkäufe (Land/Region, Auszeichnungen, Verkäufe, Quellen) | Gold  | Platin     | Verkäufe | Quellen           |
| -------------------------------------------------------------------------------------------- | ----- | ---------- | -------- | ----------------- |
| Deutschland (BVMI)                                                                           | Gold1 | Platin1    | 700.000  | musikindustrie.de |
| Österreich (IFPI)                                                                            | —     | Platin1    | 30.000   | ifpi.at           |
| Insgesamt                                                                                    | Gold1 | 2× Platin2 |          |                   |